# Język tagoi
Język tagoi – język z grupy nigero-kongijskiej, klasyfikowany w obrębie języków kordofańskich, Język ten używany jest przez około 13 tys. ludzi w prowincji Kordofan w środkowym Sudanie. Bilsko spokrewniony z językiem tegali.